# 이명백
이명백(1981년 11월 17일 ~ )은 대한민국의 희극 배우이다.

## 출연작

### 방송
- 폭소클럽2 (KBS)
- 개그 스타 시즌2 (KBS)
- 개그공화국 (MBN)
- 코미디빅리그 (tvN)
- 유튜브_삐상구 유튜브_발짝부부